# Marjorie Schick
Marjorie Schick née le 29 août 1941 à Taylorville dans l'Illinois et morte le 17 décembre 2017 à Kansas City (Missouri) est une artiste et universitaire américaine reconnue, ayant significativement contribué au domaine de la joaillerie contemporaine. Au cours de sa carrière académique s'étendant sur cinq décennies, elle enseigne les arts plastiques tout en développant une approche sculpturale novatrice de la création de bijoux. 

## Biographie
Ses œuvres, caractérisées par leur dimension conceptuelle et leur audace esthétique, ont acquis une reconnaissance internationale, qui se manifeste par sa présence dans les collections permanentes de musées internationaux de premier plan, tels que le Musée de l'ermitage à Saint-Pétersbourg, le Museum of Arts and Design de New York, le Musée National d'Art Moderne de Kyoto, le Philadelphia Museum of Art et le Victoria and Albert Museum de Londres. Cette diversité géographique témoigne de la portée universelle de sa création artistique et de son influence dans le domaine de la joaillerie contemporaine.
Marjorie Schick émerge dans un contexte familial marqué par l'influence artistique maternelle. Élevée par une mère célibataire professeur d'art, elle bénéficie d'un environnement intellectuel et créatif propice à son développement artistique. Ses études supérieures, sanctionnées par un diplôme de maîtrise en beaux-arts de l'Université de l'Indiana à Bloomington, succèdent à un cursus initial à l'Université du Wisconsin à Madison. Sa trajectoire professionnelle se construit principalement autour de l'Université d'État de Pittsburg, dans le Kansas, où elle établit une relation académique durable en tant que professeur d'art. Cette stabilité institutionnelle lui permet de développer une carrière pédagogique et artistique cohérente, contribuant significativement au rayonnement des arts plastiques dans l'espace universitaire américain.
Dans le domaine de la joaillerie contemporaine, Marjorie Schick se distingue par une approche artistique novatrice, transcendant les frontières traditionnelles entre bijou et sculpture corporelle. Ses créations, plus que de simples ornements, établissent un dialogue dynamique avec le corps humain, redéfinissant les paradigmes esthétiques de l'art portable. Figurant parmi les pionnières du mouvement de déconstruction de la joaillerie métallique dans les années 1960, Schick explore systématiquement des matériaux non conventionnels. Son approche expérimentale inclut le papier mâché, le goujon, le caoutchouc, la ficelle et la toile, privilégiant l'expressivité plastique à la valeur intrinsèque des matériaux. Ses réalisations se caractérisent par des dimensions monumentales, des colorations audacieuses et une grammaire formelle résolument moderniste et abstraite. Cette démarche artistique contribue significativement à l'émancipation de la joaillerie contemporaine, la positionnant comme un medium artistique à part entière.